# Ozophora gilva
Ozophora gilva är en insektsart som beskrevs av Slater och Baranowski 1983. Ozophora gilva ingår i släktet Ozophora och familjen Rhyparochromidae. Inga underarter finns listade i Catalogue of Life.